# Nationales Tenniszentrum Peking
Das Nationale Tenniszentrum Peking (chinesisch 國家網球中心; früher: Olympic Green Tenniszentrum) ist ein Tenniskomplex in der chinesischen Hauptstadt Peking. Das Zentrum wurde am 1. Oktober 2007 eröffnet und war 2008 Austragungsort der Tenniswettbewerbe der Olympischen Spiele sowie der Wettbewerbe im Rollstuhltennis bei den Paralympics.

## Geschichte

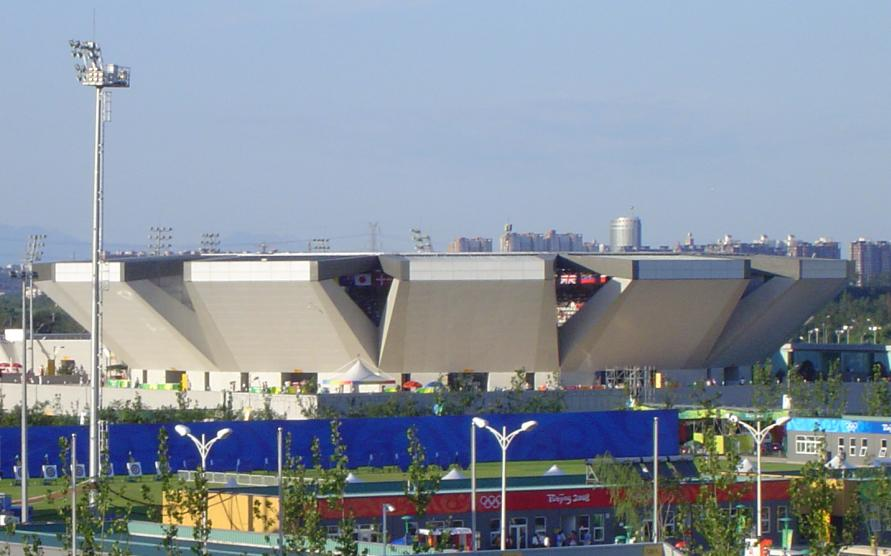
Außenansicht Lotus Court (2008)

Die Anlage befindet sich im Nordwesten des Olympiaparks Olympic Green und bedeckt eine Fläche von 16,7 Hektar. Sie verfügt über 12 Wettkampf- und 35 Trainingsplätze. Insgesamt haben die Plätze eine Kapazität von 32.400 Sitzplätzen.
Die Diamond Arena, die der Hauptplatz ist, wurde 2011 errichtet und verfügt über eine Kapazität von 15.000 Sitzplätzen. Die Arena hat ein Dach, das bei Bedarf geöffnet oder geschlossen werden kann. Der Lotus Court, der Moon Court und der Brad Drewett Court verfügen alle über 12 Tribünen, die aus der Luft betrachtet die Form von Blütenblättern von Lotosblumen darstellen, eines der Wahrzeichen der Olympischen Spiele 2008.
Der Lotus Court hat eine Kapazität von 10.000 Plätzen, der Moon Court bietet weiteren 4.000 Personen Platz und die Tribünen des Brad Drewett Courts fassen 2.000 Zuschauer. Die Plätze verfügen eine Belüftungs- und Kühlanlage.
Seit 2009 finden im Nationalen Tenniszentrum jährlich die China Open für Herren und Damen statt. In diesem Zuge erfolgte auch die Umbenennung von Olympic Green Tenniszentrum zum heutigen Nationalen Tenniszentrum.